# Хуан де Омедес
Хуан де Омедес-і-Коскон (ісп. Juan de Homedes y Coscón; 1473 або 1477 — 6 вересня 1553) — 46-й великий магістр ордену госпітальєрів у 1536—1553 роках.

## Життєпис
Походив з арагонського шляхетського роду. Народився за різними відомостями 1473 або 1477 року в Сарагосі. замолоду став братчиком ордену госпітальєрів. Згодом призначається отримав посаду бальї Каспе.
Карл V призначив Омедеса очільником іспанського посольства до Папського престолу.
1522 року призначається командувачем флотом галер, на чолі якого брав участь в обороні Родосу. Під час одного з бою втратив око від пострілу з аркебузи. Після капітуляції Родоського замку разом з рештою перебрався до Криту, а звідти до Калабрії.
У вересні або жовтні 1536 року обирається великим магістром. Омедес опинився в складній ситуації через загострене протистояння часів Італійських війн між Іспанією і Священною Римською імперією, з одного боку, та Францією, з іншого. Як наслідок госпітальєри розділилися на дві протиборчі табори — проіспанського (сюди входили лицарі з Кастилії, Леону, Португалії, Арагону і Наварри, пріорства Англії і Німеччини) та профранцузького (пріорства Франції, Провансу і Італії). Це протистояння невдовзі набуло загрозливого характеру, оскільки могла привести до розпаду ордену. Омедес намагався загасити протиріччя.
Разом з тим домігся союзу зі Священною Римською імперією та Іспанією. 1538 року орден увійшов до Священної ліги, спрямованої проти Османської імперії. Мальтійські флот брав участь у складі коаліційної флотилії у битві при Превезі, де османський флот здобув перемогу. 1541 року госпітальєри долучилися до походу Карла V з метою здобуття Алжиру, що завершився цілковитою невдачею. 1543 року госпітальєри брали участь в обороні Ніцци від франко-османського флоту, що завершилося падінням міста.
1550 року почалася нова війна Іспанії і Османської імперії. Того ж року госпітальєри допомогли іспанцям захопити місто Махдію на африканському узбережжі. 1551 року османський флот на чолі із Тургут-реїсом і Сінан-пашою захопили острів Гоцо поряд з Мальтою, госпітальєри зазнали поразки. Але раніше того ж місяця вдалося відбити напад османського флоту на Мальту. Після залишення Гоцо османами великим магістр доклав зусиль для відновлення там населення.
З метою протидії загрозам нових нападів великий магістр перейнявся зміцненням оборони островів. Він доручив інженерам Леоне Строцці і Петро Пардо звести оборонні споруди на островах Мальтійського архіпелагу. Для цього обклав великим податком жителів острова. Спочатку на Гоцо зведено додаткові укріплення в фортеці Дежма. Перший камінь нового форту Сант-Мікаель був закладений в травні 1552 року поблизу тодішньої столиці Біргу, відновлено замок Сант-Анджело, інженерами Леоне Строцці і Петро Пардо зведено форт Сант-Ельма.
Помер 1553 року в Біргу, поховано в капелі форту Сант-Анджело. Новим великим магістром став Клод де ля Сенгле.